# Педранополис
Педранополис (порт. Pedranópolis) — муниципалитет в Бразилии, входит в штат Сан-Паулу. Составная часть мезорегиона Сан-Жозе-ду-Риу-Прету. Входит в экономико-статистический микрорегион Фернандополис. Население составляет 2460 человек на 2006 год. Занимает площадь 259,992 км². Плотность населения — 9,5 чел./км².
Праздник города — 6 августа.

## Статистика
- Валовой внутренний продукт на 2003 составляет 44.448.774,00 реалов (данные: Бразильский институт географии и статистики).
- Валовой внутренний продукт на душу населения на 2003 составляет 17.188,23 реалов (данные: Бразильский институт географии и статистики).
- Индекс развития человеческого потенциала на 2000 составляет 0,778 (данные: Программа развития ООН).